# Triballové

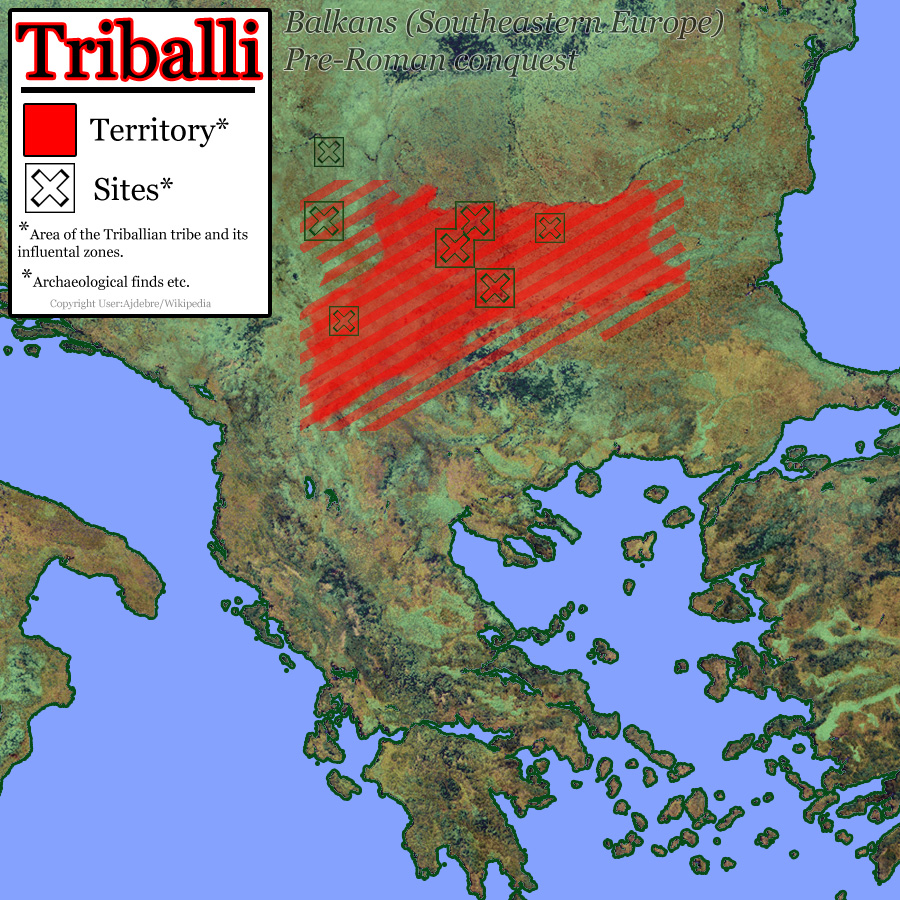
Tribalové byli thrácký kmen v dnešním Srbsku a Bulharsku. Na mapě je znázorněn jejich areál, zóna vlivu a lokality tribalské kultury.

Triballové byl starověký kmen obývající oblasti dnešního jižního a východního Srbska a západního Bulharska. Ačkoli jsou řazeni mezi Thráky, působili na ně vedle thráckých rovněž ilyrské, keltské a skythské kulturní vlivy. V důsledku toho je historikové často vydělují samostatně vedle Thráků a jiných starověkých národů. V byzantských pramenech se termínu "Triballové" užívalo k označení Srbů.